# 한흥일
한흥일(韓興一, 1587년 ~ 1651년)은 조선의 문신이다. 자는 진보(振甫), 호는 유시(柳市). 본관은 청주. 한백겸(韓伯謙)의 아들이다. 1651년(효종 2) 우의정에 이르렀다.

## 생애
1624년(인조 2) 정시문과에 병과로 급제하여 설서, 예문관봉교, 부안현감, 수찬, 검토관, 총융청종사관, 부교리, 이조좌랑, 이조정랑, 전라도양전사, 응교, 집의, 사간을 거쳐 동부승지, 좌부승지, 우승지, 이조참의, 전주부윤, 강원도관찰사, 우부빈객, 이조참판, 경기도관찰사를 거쳐 대사간과 이조참판을 거쳐 공조판서, 대사헌, 예조판서, 동지춘추관사, 병조판서, 우빈객, 지경연사, 이조판서를 지냈다. 1651년(효종 2) 우의정이 되고 판중추부사를 거쳐 판돈녕부사로 졸하였다. 1790년(정조 14년) 시호 정온(靖溫)이 내려졌다.